# アジアハイウェイ2号線
アジアハイウェイ2号線  は、アジアハイウェイの路線の一つである。 総延長は13,177km (8,230mi) で、インドネシア・バリ州のデンパサールからシンガポール、マレーシア、タイ、ミャンマー、インド、バングラデシュ、ネパール、パキスタンを経由して、イラン・ケルマーンシャー州のコースラヴィに終着する。

## 経路

### インドネシア
全長1,440km

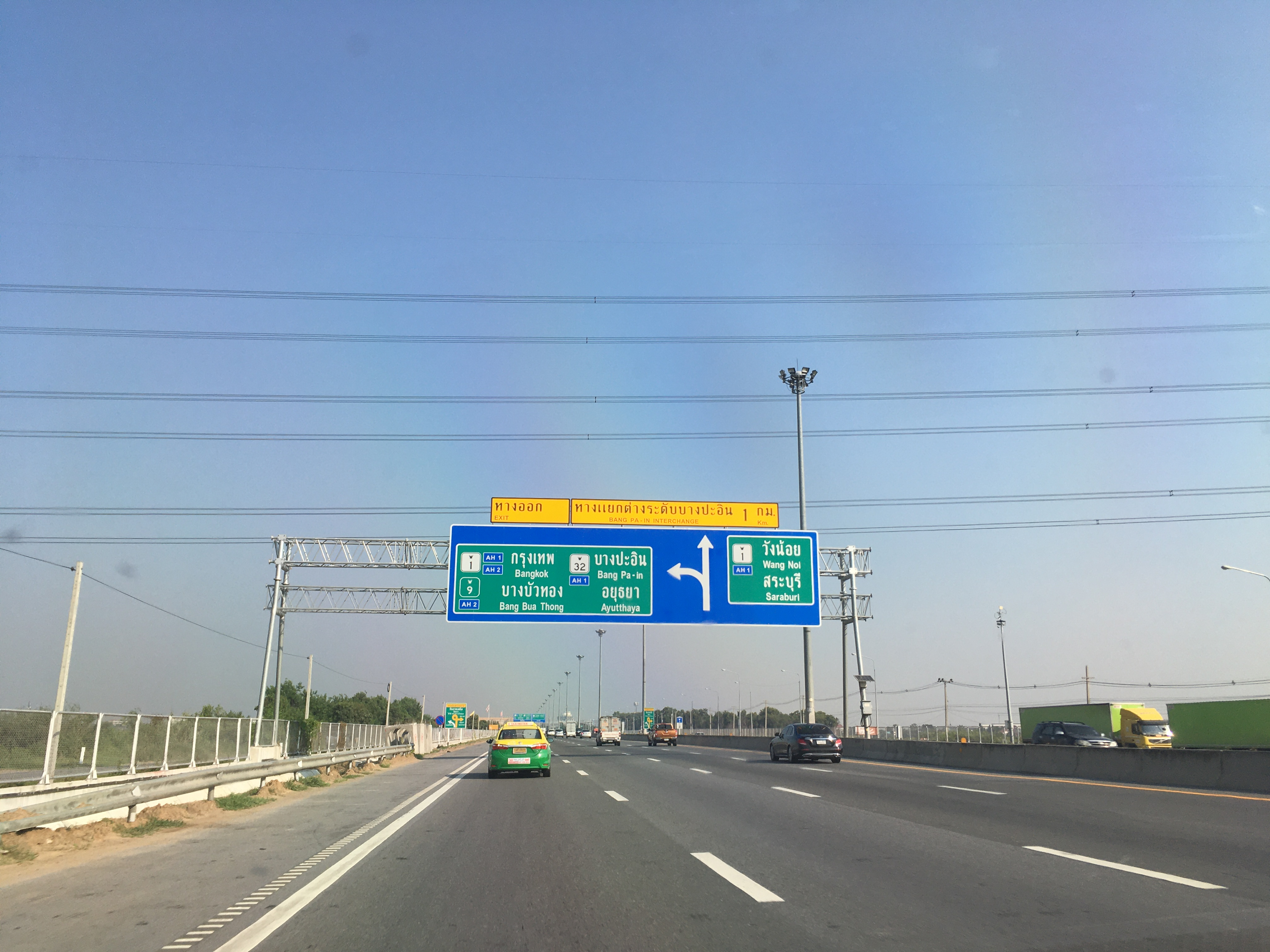
タイ・モーターウェイ9号線・バンパイン・ジャンクション

- デンパサール — スラバヤ — ガウィ — スラカルタ — スマラン — チカンペック (— バンドン) — ジャカルタ (— メラック) — (シンガポール国境)

AH2の有料高速道路
- ジャワ横断高速道路（英語版） (Trans-Java Toll Road)

### シンガポール
全長19km
- (インドネシア国境) — シンガポール — ウッドランド —(マレーシア国境)

### マレーシア
全長821km
- (シンガポール国境) — ジョホール・バル
- : ジョホール・バル — パンダン
- : パンダン— セナイウタラ — スレンバン —二ライ（英語版）
- : 二ライ — シャーアラム
- : シャーアラム  — ブキットランジャン（英語版）
- : ブキットランジャン — バターワース — ブキットカユイタム（英語版） — (タイ国境)

### タイ
全長1,549km
- (マレーシア国境) — サダオ — ハジャイ — バンコク — バンパイン — ナコンサワン — タック — チエンラーイ — メサイ — (ミャンマー国境)

### ミャンマー
全長807km
- (タイ国境) — タチレク — チャイントン — メイッティーラ — マンダレー — タム — (インド国境)

### インド
全長339km
- (ミャンマー国境) — モレ — インパール — コヒマ — ディマプル — ナーガオン — ジョラバット (— グワーハーティー) — シロン — ダウキ — (バングラデシュ国境1)
- (バングラデシュ国境2) — シリグリ — (ネパール国境3)
- (ネパール国境4) — バンバサ — ラーンプル — ニューデリー — アタリ — ワガ — (パキスタン国境)

### バングラデシュ
全長510km
- (インド国境1) — タマビル — シレット — カチャプル — ダッカ — ハティカムルール — バングラバンダ — (インド国境2)

### ネパール
全長1,024km
- (インド国境3) — カカルビッタ — パトゥライヤ — ヘトウラ — ナーラーヤンガート — コールハープル — マヘンドラナガル — (インド国境4)

### パキスタン
全長1,828km
- (インド国境) — ワガ — ラホール
- N-5: ラホール — オーカーラー — ムルターン — バハーワルプル — ラヒームヤール・ハーン — ローリ
- N-65: ローリ — サッカル — ジャコババード — シビ — クエッタ
- N-40: クエッタ — ダルバンディン — タフタン — (イラン国境)

### イラン
全長2,310km
- : (パキスタン国境) — ミアー・ジャウィ — ザーヘダーン — ケルマーン - アナール
- : アナール — カーシャーン — ゴム
- : ゴム — サラフチェガン
- : サラフチェガン — サヴェー
- : サヴェー — ハマダーン — ケルマーンシャー — コースラヴィ

## 国境
| 通過国1        | 通過国2        | 位置 |
| -------------- | -------------- | --- |
| インドネシア   | シンガポール   | |
| シンガポール   | マレーシア     | 北緯1度27分10.0秒 東経103度46分09.0秒 / 北緯1.452778度 東経103.769167度 ジョホール・シンガポール・コーズウェイ       |
| マレーシア     | タイ           | 北緯6度31分08.7秒 東経100度25分08.9秒 / 北緯6.519083度 東経100.419139度                                              |
| タイ           | ミャンマー     | 北緯20度26分40.4秒 東経99度52分49.5秒 / 北緯20.444556度 東経99.880417度                                              |
| ミャンマー     | インド         | 北緯24度14分48.5秒 東経94度18分28.8秒 / 北緯24.246806度 東経94.308000度 アジアハイウェイ1号線と同じ                  |
| インド         | バングラデシュ | 北緯25度11分01.1秒 東経92度01分55.8秒 / 北緯25.183639度 東経92.032167度 アジアハイウェイ1号線と同じ                  |
| バングラデシュ | インド         | 北緯26度37分59.6秒 東経88度24分53.4秒 / 北緯26.633222度 東経88.414833度                                              |
| インド         | ネパール       | 北緯26度38分41.4秒 東経88度09分43.3秒 / 北緯26.644833度 東経88.162028度                                              |
| ネパール       | インド         | 北緯28度59分30.1秒 東経80度07分17.7秒 / 北緯28.991694度 東経80.121583度                                              |
| インド         | パキスタン     | 北緯31度36分16.7秒 東経74度34分23.1秒 / 北緯31.604639度 東経74.573083度 アジアハイウェイ1号線と同じ                  |
| パキスタン     | イラン         | 北緯28度58分39.0秒 東経61度33分00.9秒 / 北緯28.977500度 東経61.550250度                                              |
| イラン         | （ イラク）    | 北緯34度22分58.2秒 東経45度28分01.7秒 / 北緯34.382833度 東経45.467139度 アラブ・マシュレク国際道路ネットワークに接続 |

## 参考資料
- 国土交通省 - 政策・仕事 - 国際：アジアハイウェイ路線